# Biville-sur-Mer
Biville-sur-Mer là một xã thuộc tỉnh Seine-Maritime trong vùng Normandie miền bắc nước Pháp.

## Huy hiệu
| Arms of Biville-sur-Mer | The arms of Biville-sur-Mer are blazoned: Azure, the outline of the local church surrounding 2 swans respectant argent, all upon a base per fess wavy vert and azure. ('base' and 'sea') |

## Dân số
| Năm | 1962 | 1968 | 1975 | 1982 | 1990 | 1999 | 2006 |
| --- | ---- | ---- | ---- | ---- | ---- | ---- | ---- |
| Dân số | 287  | 323  | 344  | 524  | 547  | 534  | 657  |
| From the year 1962 on: No double counting—residents of multiple communes (e.g. students and military personnel) are counted only once. |      |      |      |      |      |      |      |